# Casa del Molí del Llobet
La Casa del Molí del Llobet és una masia de Vic (Osona) inclosa a l'Inventari del Patrimoni Arquitectònic de Catalunya.

## Descripció
Masia que presenta dos cossos de planta rectangular que consten de planta baixa, dos pisos i golfes. Tots dos estan orientats a llevant i amb el carener perpendicular a la façana. Uneix els dos cossos una torre, quadrada, coberta a quatre vessants, amb un terradet a nivell del quart pis. A ponent hi ha tres portals a la planta, tres finestres al primer pis, tres finestres a cada cos lateral i un òcul al tram que uneix les dues edificacions. En aquest lloc hi ha un pont penjat que comunica amb l'ermita i el molí.
És construïda amb maó cuit, els escaires i obertures són de pedra blavosa, picada i unida amb morter de calç i arrebossada al damunt.
L'estat de conservació és regular, donat que es troba mig abandonat.
Capella del Molí:
Capella de planta quadrada coberta a dues vessants i amb el carener paral·lel a la façana, orientada a migdia. A l'extrem del capcer del mur de llevant hi ha un campanar d'espadanya i un penell. El portal d'entrada és rectangular. A l'interior i a nivell del primer pis hi ha el cor, amb la barana de ferro, i el portal que dona accés a l'església des de la casa i mitjançant un pont voladís. Al mur nord és on se situa l'altar i hi ha una arcada d'arc de mig punt.
És de pedra i arrebossada al damunt. L'interior és de guix. L'estat de conservació és dolent, ja que està en desús i serveix de magatzem agrícola.

## Història
Encara que aquest edifici sigui de construcció relativament recent, segles XIX o XX, com es pot comprovar pels materials, les notícies del mas Llobet daten de més antic i estan segurament relacionades amb el molí del Llobet. Així al fogatge de la parròquia i fora murs de la ciutat de Vic de l'any 1553 es troba registrat el Mas Llobet.
L'església va ser erigida pels propietaris de la casa, però mai es va arribar a consagrar. La seva història va unida a la del molí del Llobet.